# Torpedo panthera
Torpedo panthera é uma espécie de peixe da família Torpedinidae. Pode ser encontrada nos seguintes países: Djibouti, Egipto, Eritreia, Índia, Irão, Omã, Paquistão, Arábia Saudita, Somália, Sudão e Iémen. Os seus habitats naturais são: mar aberto.